# Coenypha lucasi
Coenypha lucasi là một loài nhện trong họ Thomisidae.
Loài này thuộc chi Coenypha. Coenypha lucasi được Hercule Nicolet miêu tả năm 1849.